# Chandler Island
Chandler Island ist eine 6 km lange Insel vor der Saunders-Küste des westantarktischen Marie-Byrd-Lands. Sie ist die südlichste Insel in der von Eis überdeckten Gruppe der White Islands am Kopfende der Sulzberger Bay.
Der United States Geological Survey kartierte sie anhand eigener Vermessungen und Luftaufnahmen der United States Navy aus den Jahren von 1959 bis 1965. Das Advisory Committee on Antarctic Names benannte sie 1970 nach Alan Chandler, Elektroingenieur auf der Byrd-Station im antarktischen Winter des Jahres 1969.